# Bistum Sigüenza-Guadalajara
Das Bistum Sigüenza-Guadalajara (lateinisch Dioecesis Seguntina-Guadalaiarensis, spanisch Diócesis/Obispado de Sigüenza-Guadalajara) ist eine in Spanien gelegene römisch-katholische Diözese mit Sitz in Sigüenza.

## Weblinks

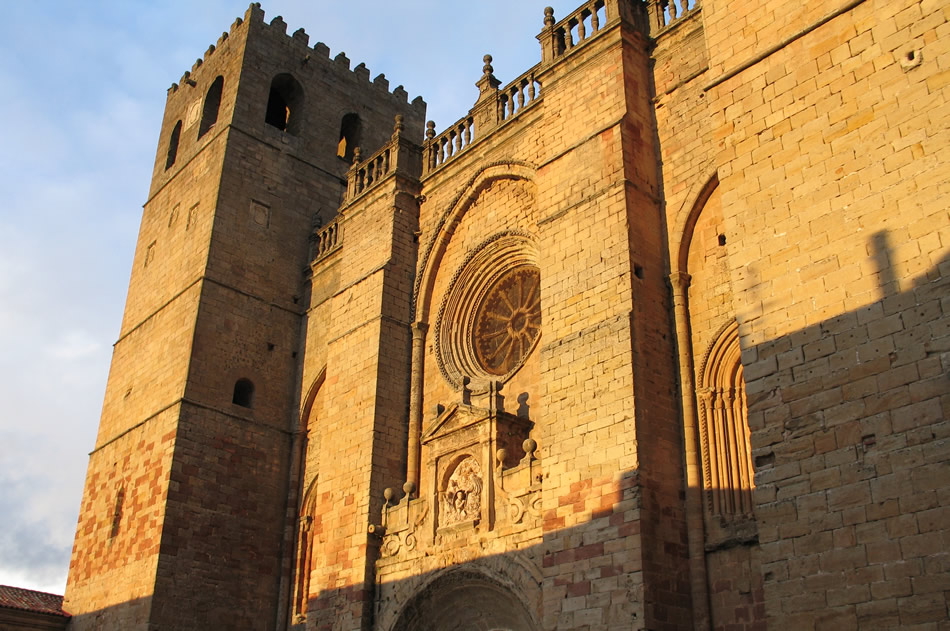
Kathedrale La Asunción in Sigüenza

## Geschichte
Das Bistum Sigüenza-Guadalajara wurde im Jahre 589 durch Papst Pelagius II. als Bistum Sigüenza errichtet und dem Erzbistum Toledo als Suffraganbistum unterstellt. Am 9. März 1959 wurde das Bistum Sigüenza in Bistum Sigüenza-Guadalajara umbenannt.